# 近鉄バファローズアワー
近鉄バファローズアワー（きんてつバファローズアワー、Kintetsu Buffaloes Hour）は、1975年4月6日から2004年9月25日まで、朝日放送（ABC）ラジオで放送されていたプロ野球・近鉄バファローズ→大阪近鉄バファローズ（1999年4月以降）の応援番組（試合中継・トーク番組）。当初は日曜日の15:20 - 17:00、1977年4月からは土曜日の14:00 - 17:00（プロ野球シーズンオフは、14:00 - 15:00）に放送された。後年、ABC系列のCSテレビ放送であるスカイ・Aでもラジオから数日遅れでスタジオトーク部分を録画したものが放送されることもあった（#テレビでの放送を参照）。
『近鉄バファローズ・アワー』『バッファローズアワー』『Buアワー』とも表記。
バファローズの親会社である近畿日本鉄道（近鉄）ないしは同社を中心とする近鉄グループの冠スポンサー番組（単独提供）でもあった（中継時には、近鉄グループ以外のスポンサー各社も加わった）。

## 概要
少年時代からのバファローズファンで当時ABCのスポーツアナウンサーとして活躍していた因田宏紀により、放送開始。
プロ野球シーズンとなる年度上半期（概ね4月 - 9月）は主に土曜日に行われるデーゲームの試合中継を中心とした編成で、ビジターゲームに関しても原則的に自社スタッフを動員してバファローズ応援実況のスタイルで放送した。またナイトゲームでの開催の場合や下半期はチーム情報、選手インタビュー、近鉄沿線ガイドなどを放送した。
放送時間は上半期はデーゲームの試合開始時間に合わせて調整（15:00までに開始する場合は14:00から、2001年は試合がある時は14:00 - 17:25、15:00 - 17:55、試合がない時は17:00 - 17:40、15:00以降の開始の場合は15:00からそれぞれ原則として17:25まで。ナイター時は別途設定だったが、2002年ごろまでは14:00 - 15:30の90分枠、それ以後は17:00 - 17:40の40分枠が主だった）。下半期は土曜日の日中に60分（のちに30分）放送した。
なお、デーゲーム中継時に当該試合が17:55になっても終わらない場合は、一旦『近鉄バファローズアワー』としての放送を終了した後ステーションブレイクを挟んで、後続の『ABCフレッシュアップナイター』（一時期は『ABCタイガースナイター』）の冒頭で中継の続きを行い、試合終了後に本来予定していたカードの中継（阪神戦もしくはJRN系ネットワーク向け全国中継）に接続していた。
この関係で、土曜日に阪神タイガース主催試合がデーゲームで開催された場合、対中日・広島戦に限りビジターの地元局（中日戦=CBCラジオ・広島戦=RCCラジオ）への裏送りを実施、またはABCラジオの技術協力による前記2局の自社制作となり、対巨人・ヤクルト・大洋→横浜戦は素材収録のみとなった。また、近鉄・阪神がどちらも土曜にダブルヘッダー開催となった場合は、自社での放送は第1試合は近鉄戦を、第2試合は阪神戦を優先した。1990年代にMBSが土曜日の競馬中継をラジオ関西経由（現在の『GOGO競馬サタデー!』）に統一して土曜日の阪神戦デーゲーム中継に乗り出してからは、週週末の関西地区における阪神戦デーゲーム中継は土曜日がMBS、日曜日はABCと棲み分ける形になっていた。
本番組はネットを前提としない（JRNに対しては、報道音源の融通のみにとどめる）ローカル番組としての制作だった。また、近鉄または裏開催のオリックス・ブルーウェーブ（現：オリックス・バファローズ）との対戦相手の地元局への別制作による中立実況（または相手チーム応援実況）中継の裏送りも、関東圏の球団との対戦はTBSラジオがパ・リーグのデーゲーム中継を原則として編成していなかったこと、福岡ダイエーホークス（現：福岡ソフトバンクホークス）をはじめとした福岡の球団との対戦はRKBラジオが自社制作のワイド番組を編成したこと、対北海道日本ハムファイターズ戦は移転初年（本番組最終年の2004年）のHBCラジオが対近鉄・オリックスのデーゲームの裏送り依頼をしなかったことから行われなかった。

### テレビでの放送
編成は流動的であり、レギュラー編成で放送される月、スペシャル編成で放送される月、放送されない月があった。参考として、1999年11月は、スペシャル番組として火曜日24時30分（または、25時）から55分番組として放送（タイトルは『大阪近鉄バファローズアワー』）。2000年2月には、レギュラー番組として火曜日24時30分から30分番組として放送された（タイトルは『ラジオ・テレビ立体企画 バファローズアワー』）。また、2004年1月10日14:00からのラジオ生放送回（梨田昌孝監督をゲストに迎えての公開放送）も15日の17:45から放送された。

## 番組終了とその後
2004年、大阪近鉄バファローズのオリックス・ブルーウェーブへの球団合併（シーズン終了後、オリックス・バファローズとして新発足）に伴い、同年9月25日の放送をもって29年間の番組を終了した。この日は試合開催がないため「ありがとうスペシャル」と題して過去の番組を振り返っての特集を3時間強（14:30 - 17:40）に渡り放送して締めくくった。
近鉄沿線ガイドについては、2004年10月2日から『近鉄沿線ガイド・ちょっと旅気分』（土曜日14:00 - 14:30）として独立。2005年4月2日まで放送された。
土曜日のプロ野球デーゲーム中継は、2005年度から主として阪神タイガース戦を放送（『ダンディー・ウィークエンド』を参照）。

## 主な出演
※●…担当当時、ABCアナウンサー。

### 終了時（2004年）の出演者
番組進行 ●
- 岩本計介

アシスタント ●
- 田中花子

準レギュラー
- 笑福亭仁智（1980年代頃より出演[注 10]。2003年頃までパーソナリティ[注 11]）[11][注 12]

解説
- 村上隆行（2002年から担当[12]）

実況 ●
- 松原宏樹（1996年から担当）[注 13][注 14]
- 加瀬征弘（1997年以降。それ以前にも担当[注 15]）

バファローズリポーター ●
- 山下剛
- 田野和彦

「近鉄沿線ガイド・ちょっと旅気分」リポーター
- 小林美樹（読み：こばやし みき。愛称：コバミキ[15]。2002年4月から担当[注 16]）[注 17]

※デーゲーム中継時には提供スポンサー読みを（最初のCM入りの前に）実況アナウンサーが担当するという、ラジオの野球中継では珍しい形式を取っていた。

### 終了時以前の出演者
解説
- 武智文雄（1979年 - 1980年、1984年 - 1985年）
- 岡本伊三美（1989年）
- 皆川睦雄（1993年 - 1994年）
- 島田光二（1981年 - 1983年、1994年 - 1996年）
- 小川亨（1986年 - 1988年）
- 栗橋茂（1990年 - 1992年）
- 有田修三（2002年[12]）
- 加藤哲郎（1997年10月[18] - 2001年）[11][注 18]
- 佐々木修（1995年 - 1998年、2002年[12]）[注 19]

実況アナウンサー ●
- 因田宏紀
- 安部憲幸[11]
- 太田元治[11]
- 戸石伸泰
- 伊藤史隆
- 楠淳生[注 20]
- 藤崎健一郎（? - 1998年度オフ[19]）
- 小縣裕介（2000年[20] - ?）

実況以外のアナウンサー ●
- 関根友実
- 柴田博[注 21] ※後に『バファローズアワーで自分のキャラ（天然ボケのいじられキャラ）がわかった』と語っている。
- 高野直子（1998年シーズンオフよりリポーター[9]、1999年シーズンより近鉄ベンチ情報担当[9]）

パーソナリティ
- 小林大作

アシスタント
- 中村恵美子
- 岡島信子
- 生田せつこ（のちの生田サリー）[22]
- 嶋道まどか（? - 1998年度オフ[19]。当時オフィスキイワード所属）[注 22]
- 山下真妃
- 川辺結花（1999年4月より出演[9]）[注 23]

近鉄沿線ガイド
- 小松洋子（1998年オフ[19][9] - 2002年3月）
- 坂本順子[注 24]
- 山村雅代